# Strich-Code

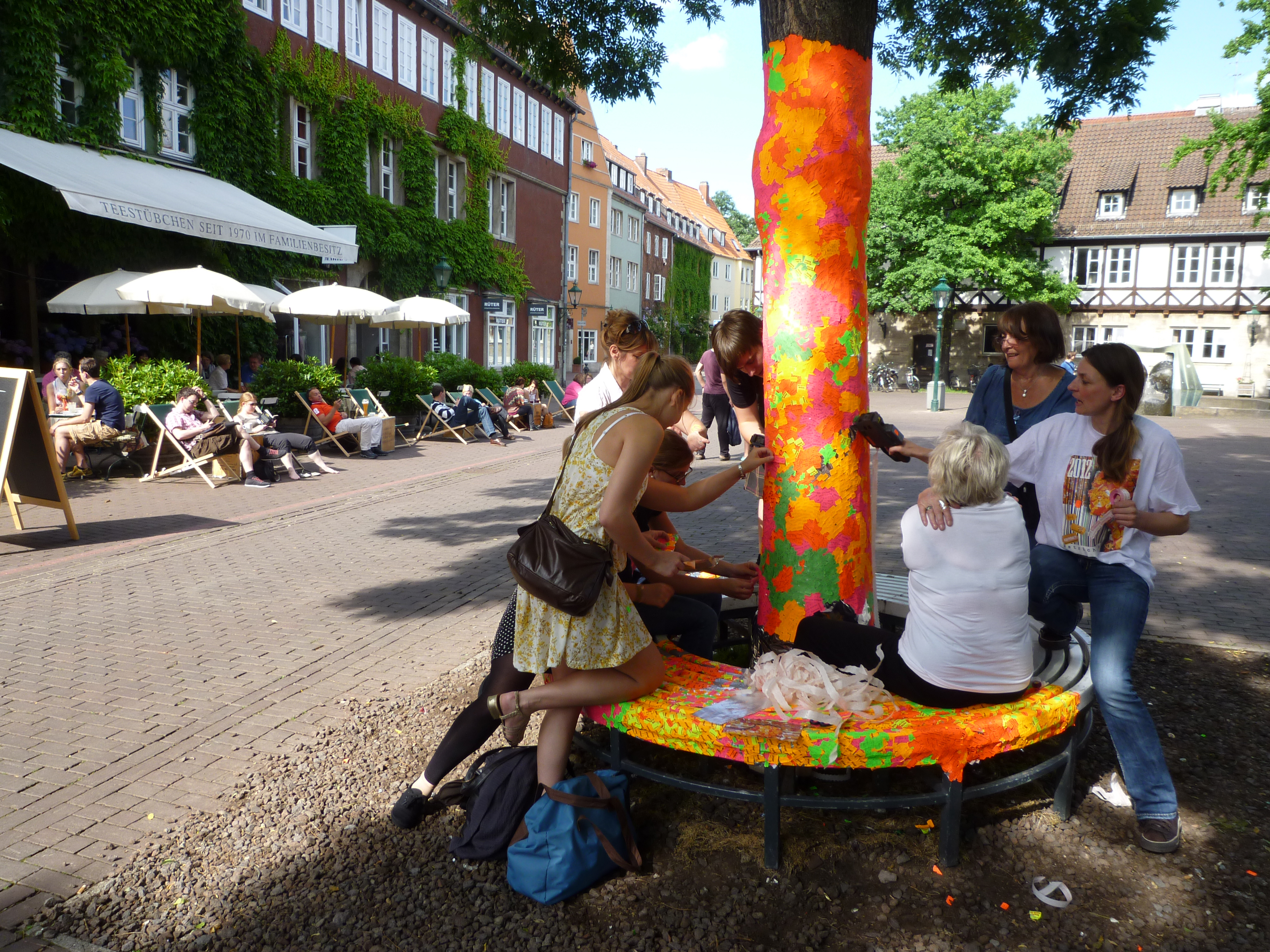
Spontane „Schwarmkünstler“ beim Verkleben von Preisetiketten am Ballhofplatz in Hannover

Strich-Code in Hannover war eine Mitmach-Aktionskunst als Kunst im öffentlichen Raum im Jahr 2012. Die „Schwarmkunstaktion“, bei der Millionen von Sonderpreis-Etiketten in der Altstadt von Hannover vom Historischen Museum bis in das Rotlichtviertel verklebt werden, sollte käufliche Sexualität und käufliche Kunst hinterfragen. Hinter Strich-Code standen die Künstlerinnen Kerstin Schulz, Ulrike Enders und Dagmar Schmidt, der Künstler Franz Betz sowie die Journalistin Susanne Lindau. Die fünf hatten ein Kunstprojekt ins Leben gerufen, bei dem die Arbeit rund um den käuflichen Sex einerseits und um die käufliche Kunst andererseits durch Lichtskulpturen, Plastiken, Fotografien und einer Preisetiketten-Installation hinterfragt werden.

## Geschichte

Strich-Code Installationen im Innenhof des Historischen Museums

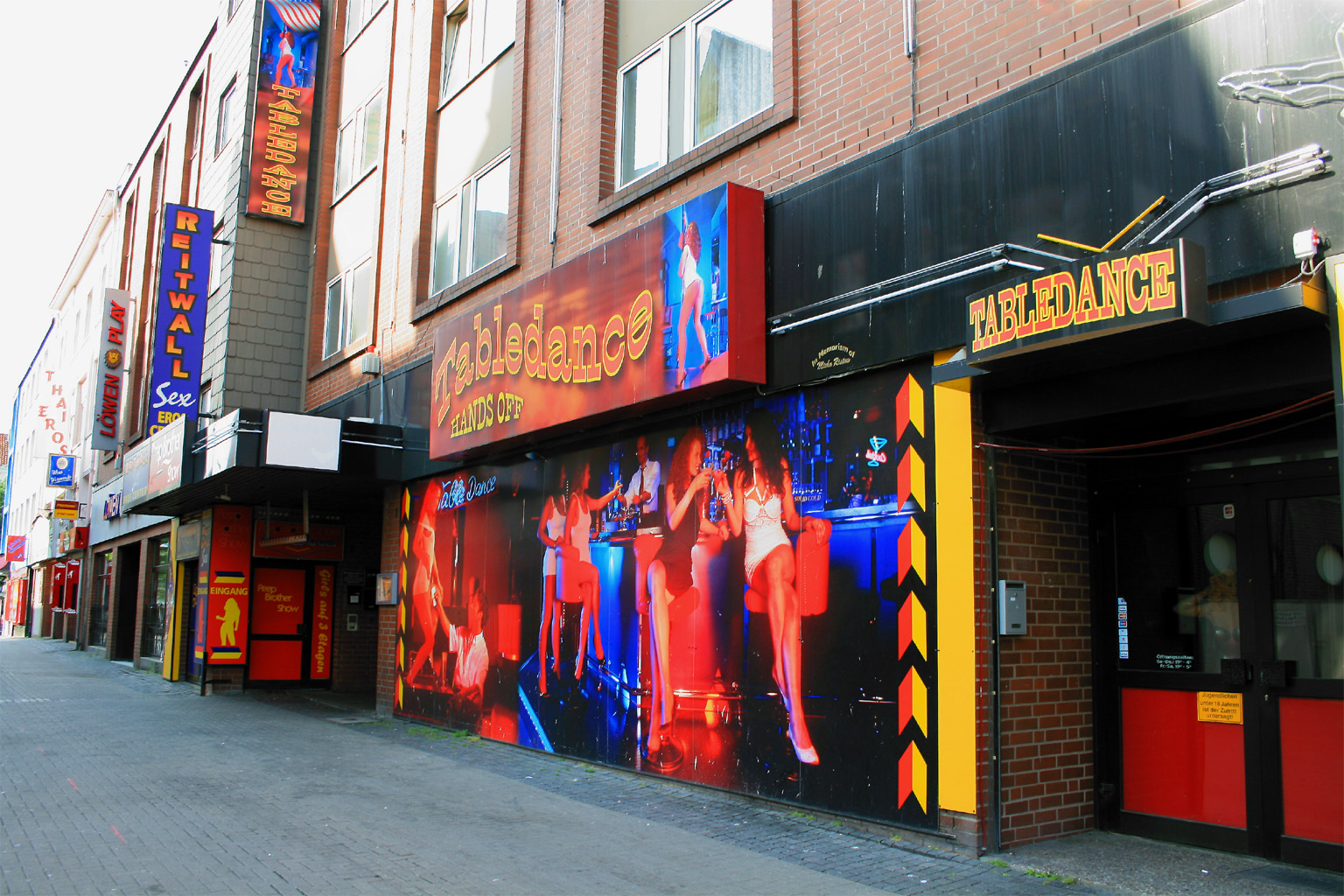
Tabledance-Bar als Museum

Am 1. Januar 2002 trat das sogenannte Prostitutionsgesetz in Kraft, durch das freiwillige Sexarbeit zu einer legalen Erwerbstätigkeit wurde. Zehn Jahre nach dem Inkrafttreten des Prostitutionsgesetzes initiierte Kerstin Schulz eine Schwarmkunstaktion, die auf Parallelen von Prostitution und Kunstbetrieb hinwies: „Wie sehr muss sich ein Künstler verbiegen, um von seiner Arbeit leben zu können? […] Sind Künstler […] Idealisten […], bereit, der Gesellschaft zu dienen oder geht es nicht in erster Linie um Selbstverwirklichung oder gar nur um das Ausleben persönlicher Zwänge?“ Aus dem gemeinsamen Nachdenken über die „Themen Wertschätzung, Transparenz, Intimität, Sexualität, Käuflichkeit, Kunst und Kommerz“ entwickelte sich das Kunstprojekt einer (für alle) offenen Preisetiketten-Installation.
Inzwischen ist durch den Erfolg in 2012 ein  überregionales Nachfolgeprojekt ins Leben gerufen worden. "Strich / Code / Move"
startete im Juli 2019 in Berlin und soll nachfolgend als Wander-Schwarmkunst-Aktion durch weitere Städte ziehen.

### Mitmachen erwünscht
Seit dem 19. Juni 2012 konnte sich jeder auch spontan und ohne Anmeldung an der künstlerischen Aktion beteiligen. Jeweils drei Mal wöchentlich fanden die bis zum 7. September 2012 angelegten Aktionstage statt, vom Historischen Museum am Leineufer quer durch die Altstadt von Hannover bis zu dem beteiligten Tabledance-Club hands off (in der Reitwallstraße nahe dem Platz Am Steintor). Treffpunkt war jeweils der Ballhofplatz.
Seit dem 27. August 2012 kündete eine Stadtbahn der Linie 17 zwischen Aegidientorplatz und Wallensteinstraße von der Mitmach-Aktion: Bis zu 40 Schwarmkünstler hatten in 18 Stunden Arbeit auf dem ÜSTRA-Betriebshof Glocksee rund 600.000 neonfarbe Etiketten „in einer Art Relief“ auf die Bahn geklebt.
Am 9. September 2012 fand im Innenhof des Historischen Museums Hannover die Eröffnungsfeier statt. Bis dahin wurden 3.750.000 Preisetiketten von über 50 Schwarmkünstlern verklebt.

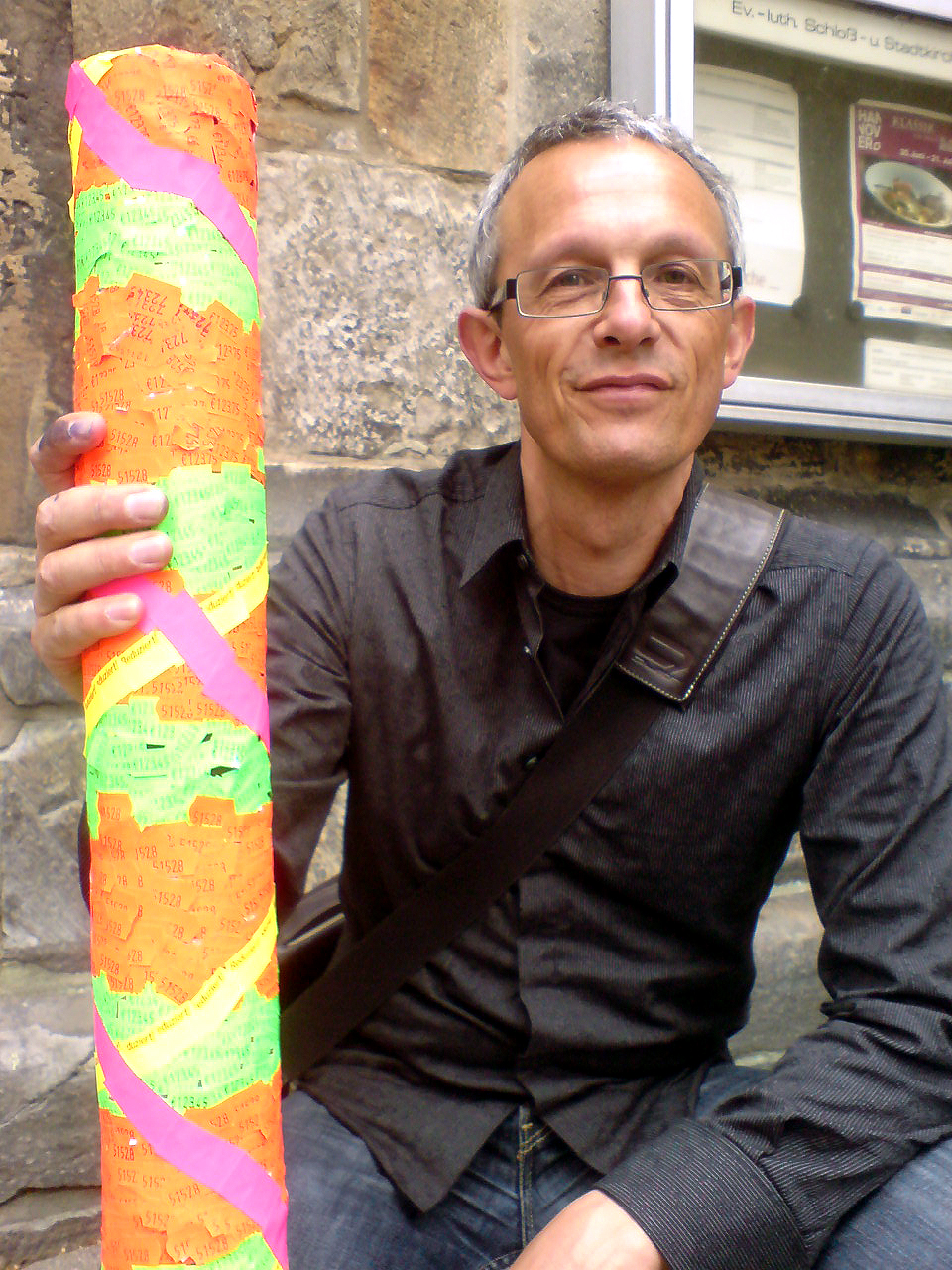
Einer der „Schwarmkünstler“: Jürgen Rink, Chefredakteur von c’t Digitale Fotografie
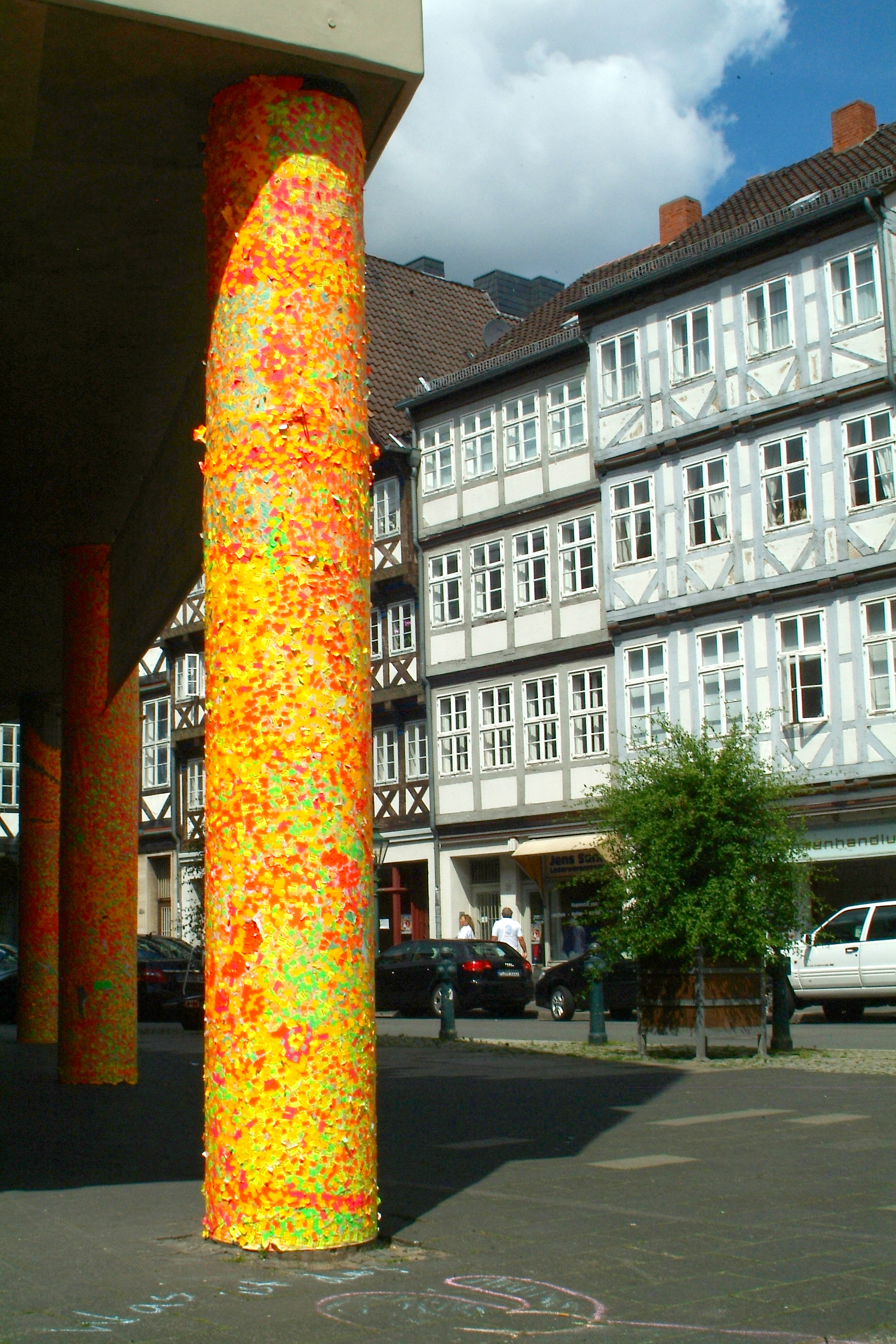
Beklebte Säulen am Historischen Museum Hannover, wo die „Schwarmkunstaktion“ ihren Anfang nahm.
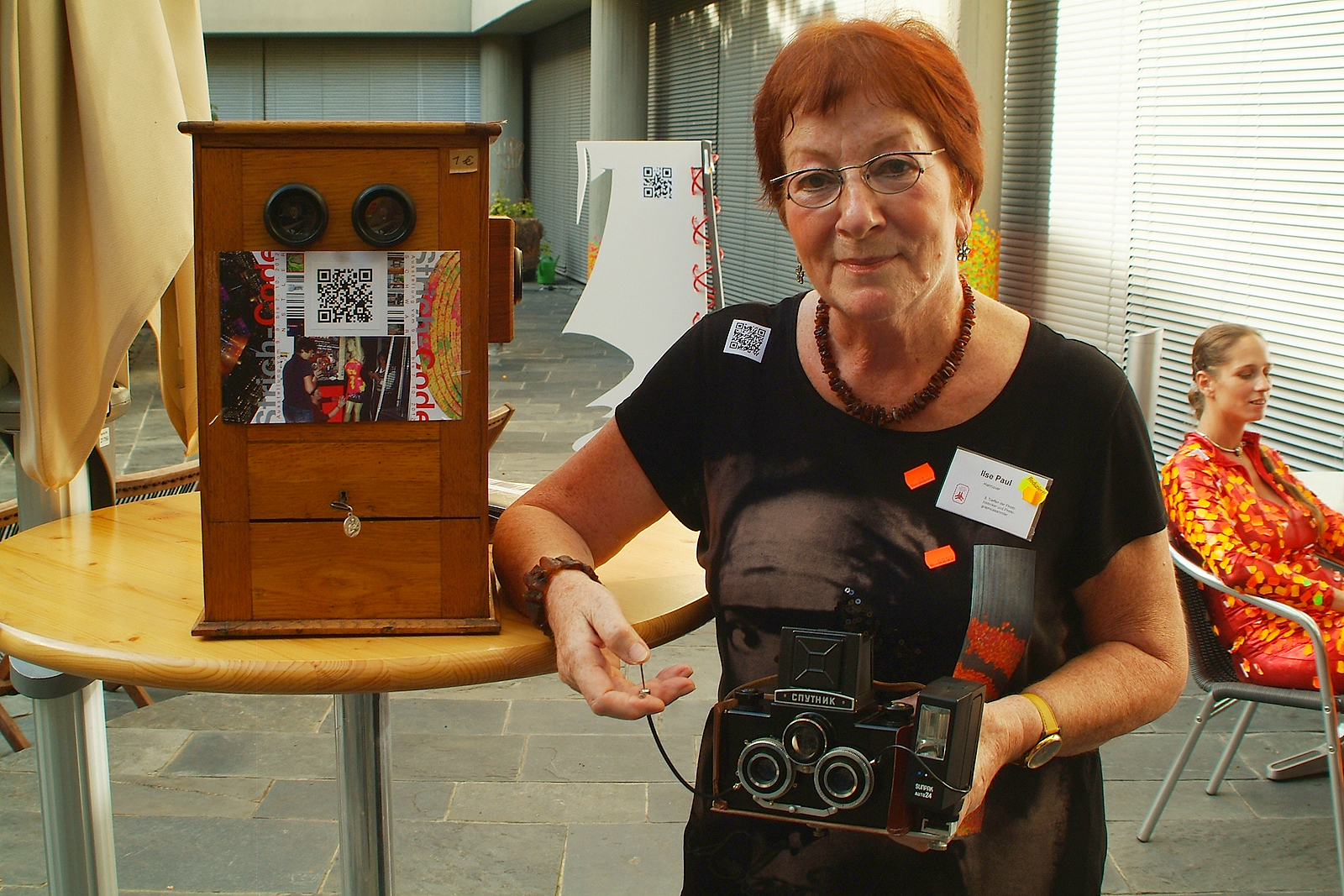
Die Stereo-Fotografin Ilse Paul
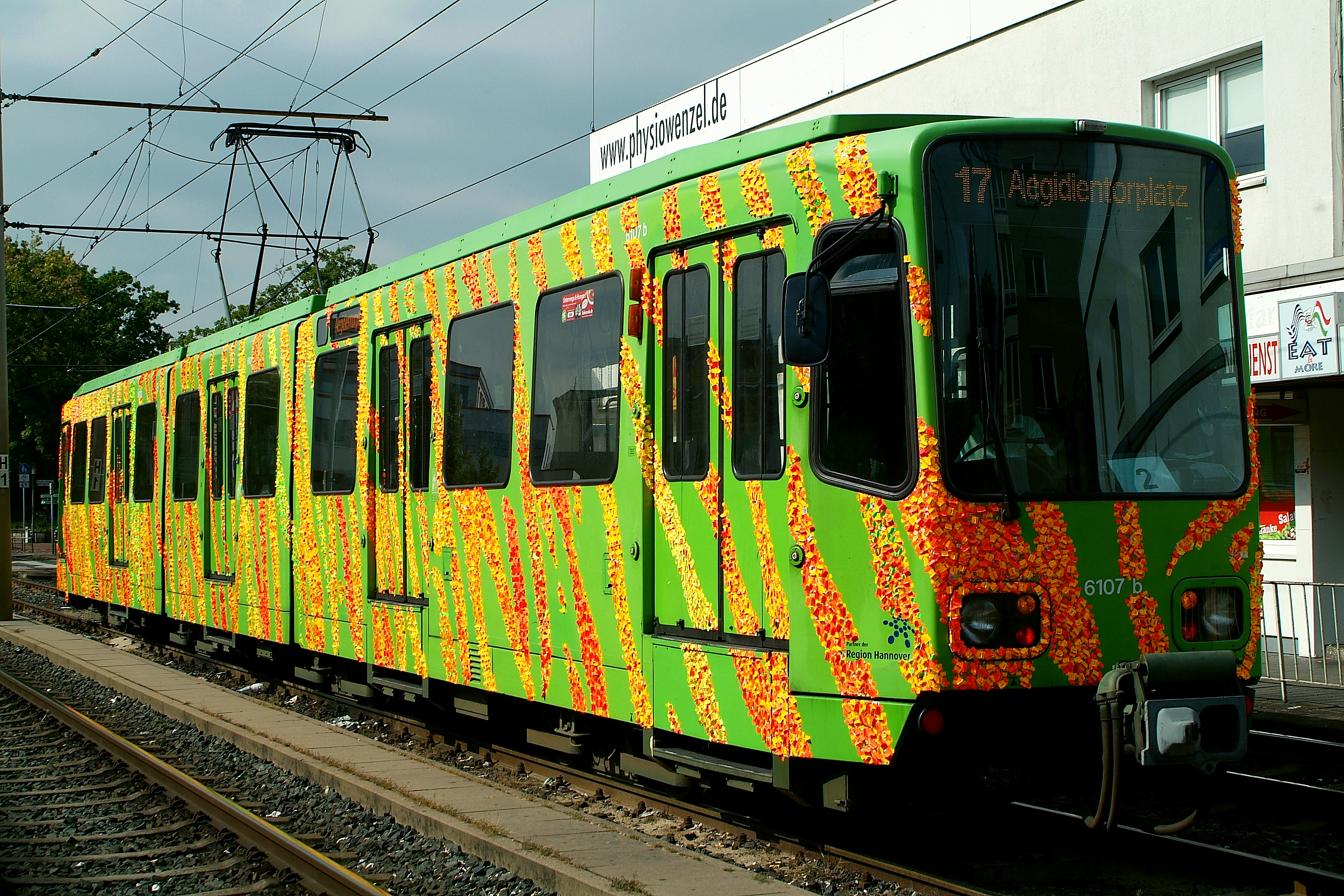
Künstlerisch gestaltete Straßenbahn Linie 17
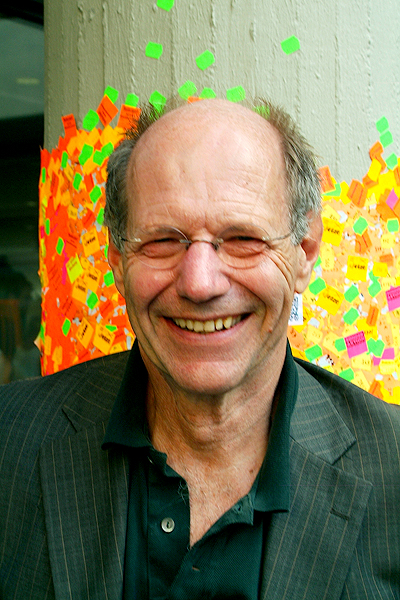
Rede zur Eröffnung der Ausstellung durch Michael Stoeber
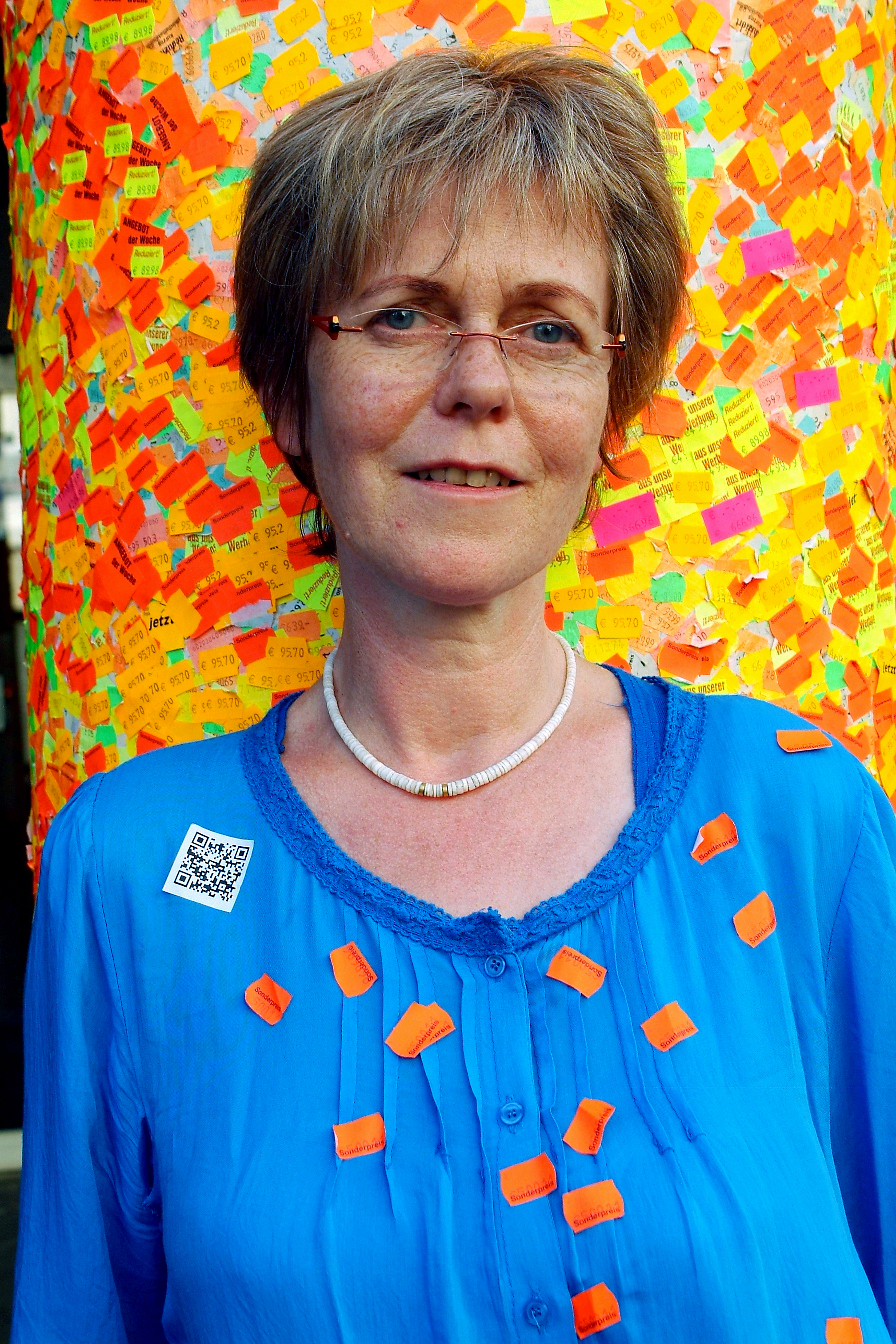
Die Journalistin und Mitinitiatorin Susanne Lindau
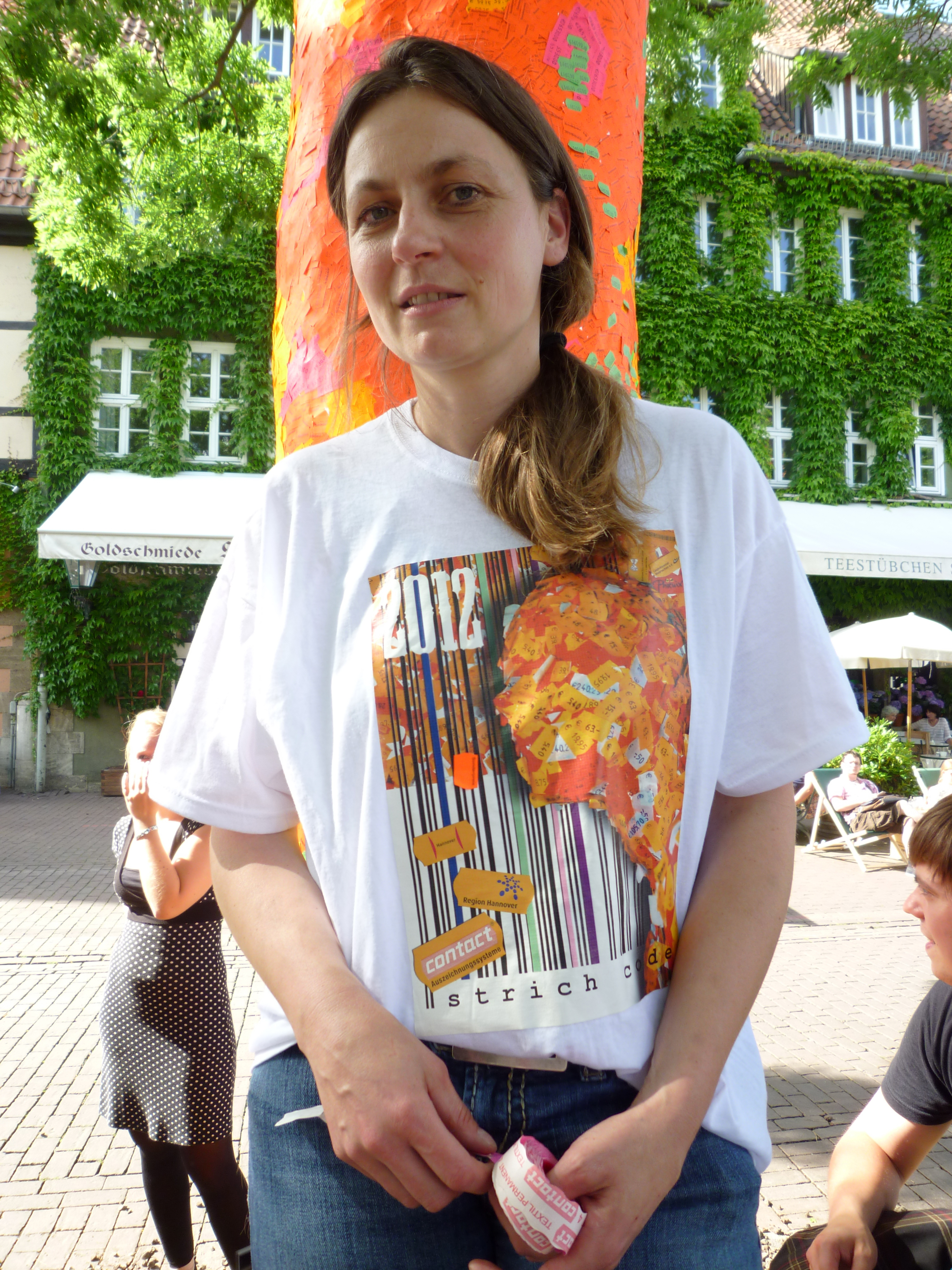
Die Künstlerin und Initiatorin Kerstin Schulz mit einer Rolle Preisetiketten
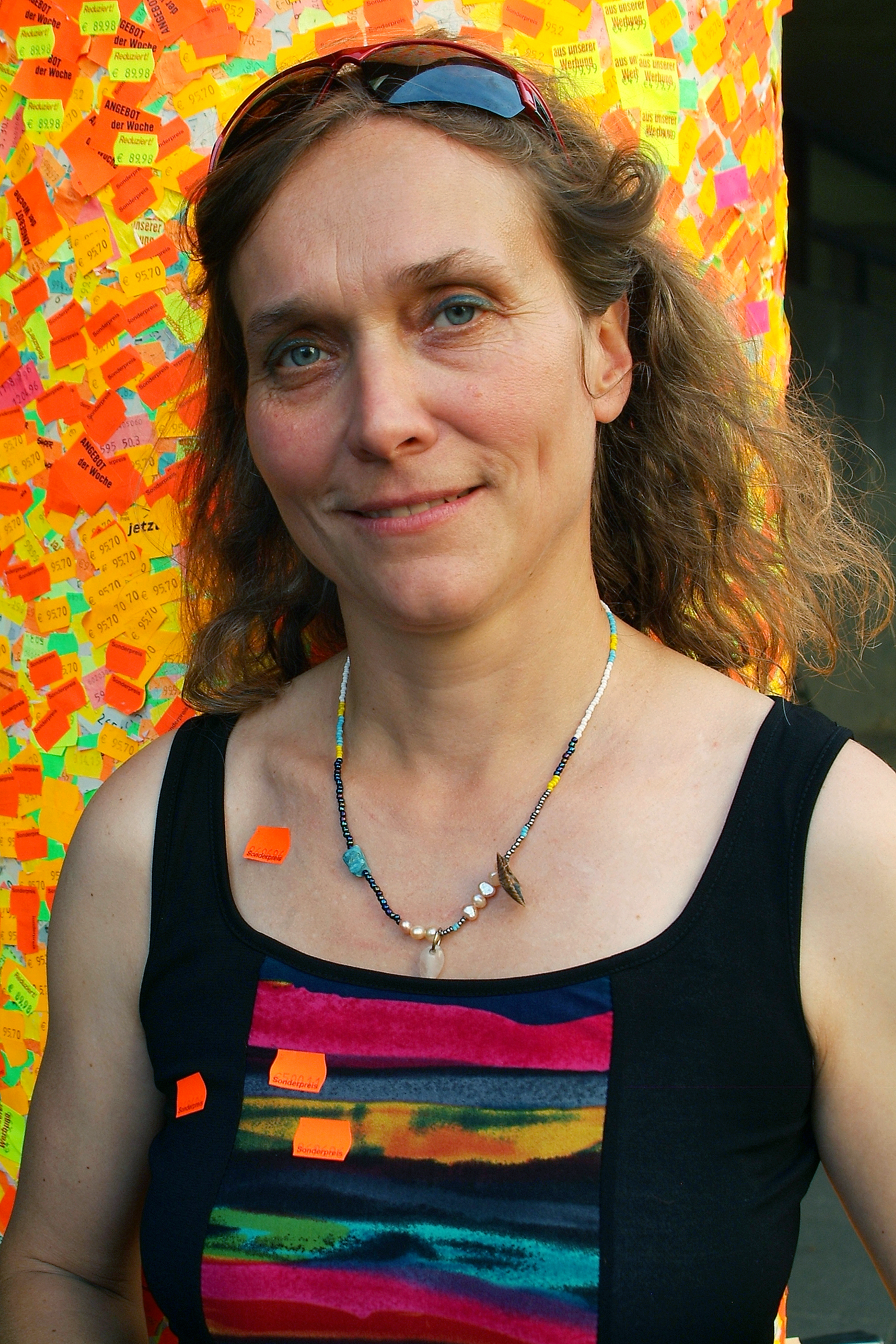
Die Künstlerin Dagmar Schmidt vor dem Historischen Museum Hannover
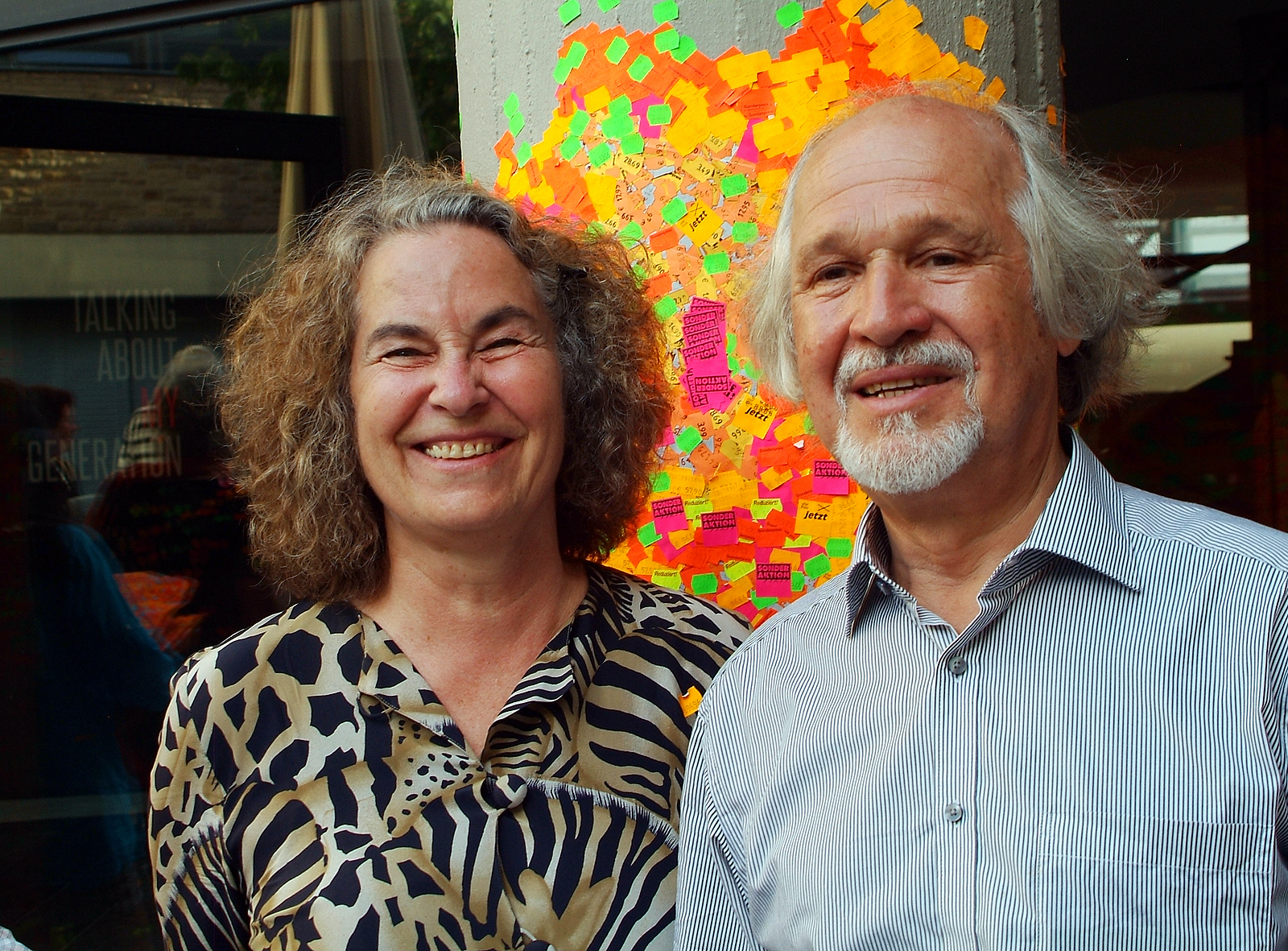
Die Künstlerin Ulrike Enders mit Herrman Enders
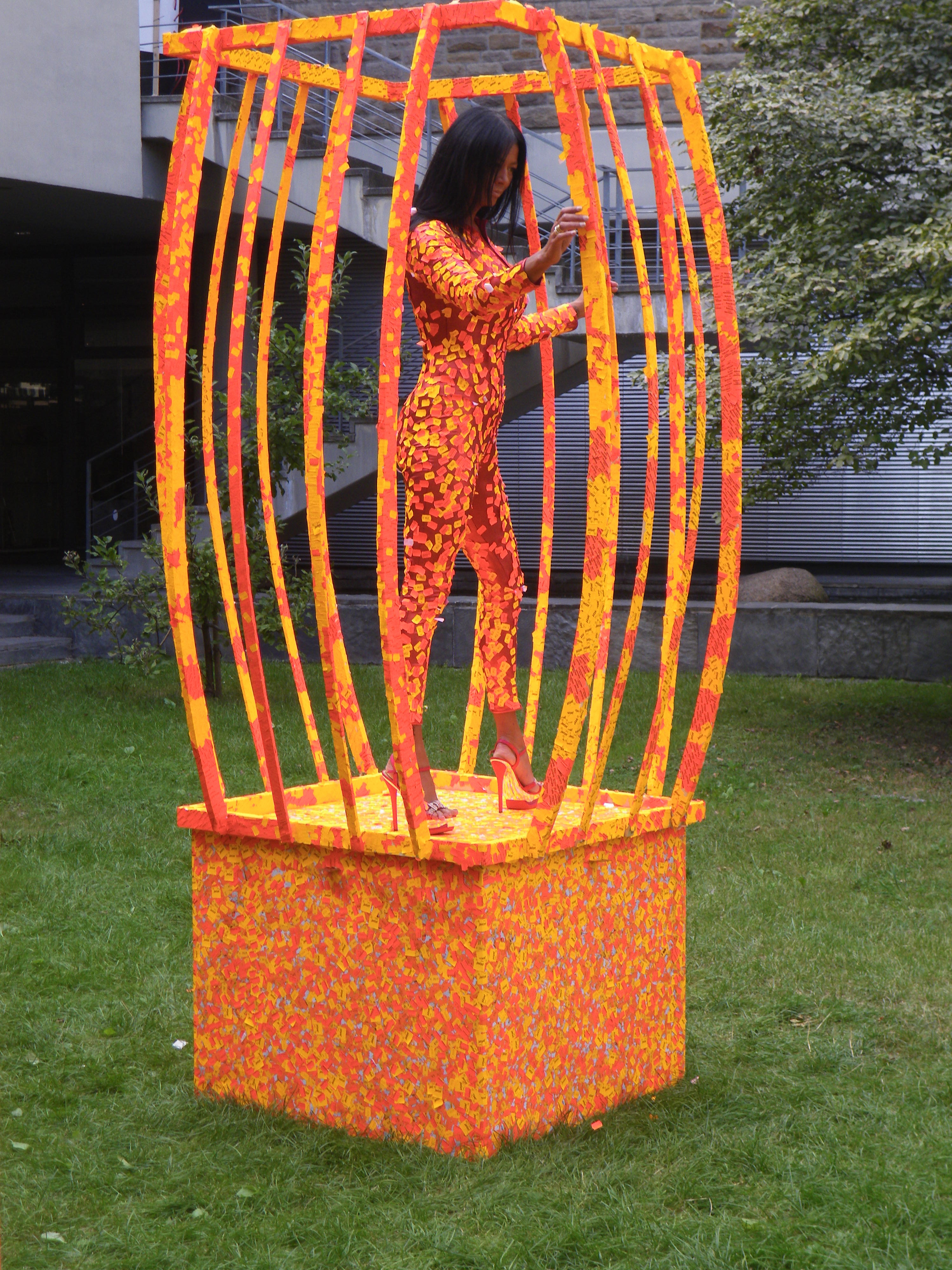
Künstlerin on stage

## Förderer
Die Kunstaktion wurde gefördert und unterstützt durch die Region Hannover, das Historische Museum Hannover, contact Auszeichnungssysteme, die Stiftung Edelhof Ricklingen / V. J. von der Osten, die Landeshauptstadt Hannover, den Landesfrauenrat Niedersachsen e. V., galerie schinkel & sehl, hands off, Phoenix und das Atelier-Dreieck.

## Preise und Auszeichnungen
- 2013: Kulturpreis pro visio der Stiftung Kulturregion Hannover[7]
- 2014: Nominierung für den BKM-Preis Kulturelle Bildung[8]

## Satellitenausstellung
In der Galerie Schinkel & Sehl in der Rauschenplatstraße 2 im Stadtteil Bothfeld wurde vom 23. April bis 28. Juli 2012 eine Satellitenausstellung zum Kunstprojekt Strich-Code mit Arbeiten der vier Künstler dieses Projekts gezeigt.
- Franz Betz (Lichtbildhauer): Skulpturenbaukästen, Computergrafiken und Lichtskulpturen
- Ulrike Enders: Aktuelle Skulpturen und die Frage: Wie weit kann Kunst reduziert werden ohne Verlust der Individualität?
- Dagmar Schmidt (Preisträger Kunst am Bau): Fotoarbeiten aus der Serie Küchenstücke, sowie Die vorbeiziehende Landschaft Spaniens
- Kerstin Schulz: Bleistiftobjekte und neue Arbeiten aus überquellenden Farbtuben